# Dolmen di Soto
Il Dolmen di Soto è una struttura neolitica sotterranea situata a Trigueros, Andalusia, Spagna, costruita tra 4500 e 5000 anni fa. È uno dei circa 200 siti di sepoltura rituale neolitici nella provincia di Huelva.

## Storia
Il sito è stato scoperto da Armando de Soto Morillas nel 1922, mentre voleva costruire una nuova casa nella sua tenuta, La Lobita. Nello stesso anno iniziarono i lavori di scavo e nel 1924 l'archeologo tedesco Hugo Obermaier, su richiesta del Duca di Alba, Jacobo Fitz-James Stuart, condusse delle ricerche. Obermaier trovò otto corpi sepolti in posizione fetale accompagnati da artefatti e pubblicò un libro sui risultati. Nel 1931 il sito fu dichiarato Monumento Nazionale di Spagna e nel 1987 passò sotto la giurisdizione del Ministero della Cultura. Recentemente, il team First Art ha condotto uno studio comprensivo sulle incisioni e pitture del monumento, pubblicando i risultati in una monografia e in un articolo popolare su Current World Archaeology. Un riassunto è stato postato sul sito della Bradshaw Foundation.

## Struttura
Il dolmen presenta un passaggio a forma di V lungo 20,9 metri, con una camera alla fine. Durante gli equinozi, il sole illumina l'interno del passaggio e della camera.

## Artefatti e incisioni
Sono stati trovati pugnali, coppe e fossili marini accanto ai corpi, oltre a incisioni su 43 pietre rappresentanti figure umane, coppe e forme geometriche.
Ognuno degli otto corpi sepolti trovati era in posizione fetale e aveva i rispettivi artefatti accanto a sé. Sono stati scoperti pugnali, coppe e fossili marini. Gli artefatti trovati non erano abbondanti come in altri siti, suggerendo che il Dolmen de Soto non fu utilizzato per un lungo periodo. Incisioni su 43 pietre erette rappresentano esseri umani, coppe, coltelli e forme geometriche come linee semplici o cerchi.